# Hello World
Hello world (у преводу „Здраво свете“) је устаљена реченица која се приказује на излазном медијуму приликом покретања демонстративних програма неког програмског језика. Отуда и име оваквих програма. Уобичајено је да се приликом приказа неког новог програмског језика на почетку приручника прикаже како изгледа на том језику штампа једноставне поруке. Ово често служи за међусобно поређење језика, односно њихове комплексности.
Овај пример се први пут појавио у књизи The C Programming Language, аутора Брајана Кернигана и Дениса Ричија, издатој 1978. године. На српски језик ова књига је преведена под насловом „Програмски језик C“. На почетку књиге се, у жељи да се прикаже одмах како изгледа тај нови језик, налази кратак пример који нешто исписује на екран. Пример из књиге исписује "hello, world" (без великих слова и знака узвика). Касније се овај пример мало прилагодио, а за наше потребе је и преведен.
Овај пример се често користи да би се тестирао ново инсталирани програмски језик, односно његов преводилац, развојно или радно окружење. Сматра се довољно једноставним, али репрезентативним тест-примером за ову сврху.
У наставку следе примери програма Hello World на разним програмским језицима.

## Програмски језици

### ActionScript 3.0
```
trace
 
(
"Hello, world!"
);

```

### Ada
```
with
 
TEXT_IO
;

 
 
procedure
 
HELLO
 
is

 
begin

    
TEXT_IO
.
PUT_LINE
 
(
"Zdravo svete!"
);

 
end
 
HELLO
;

```

### 
```
'Zdravo svete!'

```

ASP је скраћеница од Active Server Pages.
```
<%

Response
.
Write
(
"Zdravo svete!"
)

%>

```

```
BEGIN { print "Zdravo svete!" }

```

Први ред кода означава локацију извршне датотеке интерпретера, па може бити различит од система до система.
```
#!/usr/bin/bash

echo
 
"Zdravo svete!"

```

Све ANSI/ISO имплементације бејсик преводиоца препознају следеће инструкције
```
10 PRINT "Zdravo svete!"
20 END

```

Од када се и бејсик прилагодио тенденцијама структурног програмирања није неопходно навести бројне ознаке за наредбе, па претходни пример на већини модерних преводилаца може изгледати овако
```
PRINT "Zdravo svete!"
END

```

Овде ваља нагласити да END наредба није неопходна код свих преводилаца.
```
print("Zdravo svete!");

```

```
#include
 
<stdio.h>

int
 
main
(
void
)

{

	
printf
(
"Zdravo svete!"
);

	
return
 
0
;

}

```

```
#include
 
<iostream>

using
 
namespace
 
std
;

int
 
main


{

	
cout
 
<<
 
"Zdravo svete!"
;

	
return
 
0
;

}

```

У принципу није неопходно назначити коришћење нејмспејса (namespace) std:
```
#include
 
<iostream>

int
 
main


{

	
std
::
cout
 
<<
 
"Zdravo svete!"
;

	
return
 
0
;

}

```

Премда се коришћење чланица истог може и селективно назначити:
```
#include
 
<iostream>

using
 
std
::
cout
;

int
 
main


{

	
cout
 
<<
 
"Zdravo svete!"
;

	
return
 
0
;

}

```

```
int main()
{
    System::Console::WriteLine("Zdravo svete!");
}

```

```
namespace
 
Hi

{

   
class
 
Hi

   
{

      
static
 
void
 
Main
(
string
[]
 
args
)

      
{

         
System
.
Console
.
Write
(
"Zdravo svete!"
);

      
}

   
}

}

```

```
 identification division.
 program-id.  hello-world.
 procedure division.
     display "Zdravo svete!"
     stop run.

```

```
<cfoutput>Zdravo svete!</cfoutput>

```

За испис поруке "Здраво свете!", у интерактивном начину рада, може да послужи следећи код:
```
." Здраво свете!"
```

Испис можемо да "улепшамо" издвајајући га у посебан ред на следећи начин:
```
CR ." Здраво свете!" CR
```

У програмском језику Форт можемо да дефинишемо нову реч Поздрав која ће да уради исти посао:
```
: Поздрав CR ." Здраво свете!" CR ;
```

```
PROGRAM 
HI

PRINT
 
*
,
 
"Zdravo svete!"

END PROGRAM

```

Следећи гоу програм исписује "Здраво свете!":
```
package
 
main

import
 
"fmt"

func
 
main

 
{

	
fmt
.
Printf
(
"Здраво свете!\n"
)

}

```

Следећи  програм исписује "Здраво свете!":
```
    
println
 
"Здраво свете!"

```

```
main :: IO
main = putStr "Zdravo svete!"

```

Напомена: фајл треба да буде снимљен под именом hi.java да би могао бити компајлиран.
```
public
 
class
 
hi
 
{

   

   
public
 
static
 
void
 
main
(
String
 
args
[]
)

   
{

      
System
.
out
.
print
(
"Zdravo svete!"
);

   
}

}

```

Напомена: Тагови <script>...</script> су присутни у овим примерима иако нису обавезни делови JavaScript програма, тј. не пишу се у истом фајлу као и програм приликом писања програма у једном екстерном JavaScript фајлу (екстензија *.js).
Први пример исписује текст директно на месту где се овај фрагмент кода налази.
```
<
script
 
type
=
"text/javascript"
>

document
.
write
(
"Zdravo svete!"
);

<
/script>

```

Други пример исписује текст у конзолу.
```
console
.
log
(
"Zdravo svete!"
);

```

```
\documentclass
{
article
}

\begin
{
document
}

Zdravo, svete!

\end
{
document
}

```

Следећи код програмског језика лого исписаће "Zdravo svete!" у интерактивном начину рада:
```
PRINT 
[Zdravo svete!]
```

Процедура са именом Pozdrav, која има исто дејство као и код изнад, може да изгледа овако:
```
TO Pozdrav
  PRINT 
[Zdravo svete!]

END
```

```
fprintf
(
'Zdravo svete!'
);

```

```
MODULE
 Pozdrav;
  
FROM
 InOut 
IMPORT
 WriteString, WriteLn;

BEGIN

  WriteString
(
"Zdravo svete!"
)
;
  WriteLn

END
 Pozdrav.
```

```
WRITE 'Zdravo svete!'
*
END

```

### Objective C
```
#import <stdio.h>

  

int
 
main


{

   
puts
(
"Zdravo svete!"
);

   
return
 
0
;

}

```

### 
```
program
 
Zdravo
 
(
output
 
)
;

begin

    
writeln
(
'Zdravo svete!'
)

end
.

```

```
print
 
"Zdravo svete!"
;

```

```
<?php

echo
 
"Zdravo svete!"
;

?>

```

Овај програм на PHP има и еквивалената (упоређено према излазу):
```
<?php

print
(
"Zdravo svete!"
);

?>

```

```
<?=
"Zdravo svete!"
?>

```

```
int main() {
    write("Zdravo svete!");
    return 0;
}

```

За испис текста "Здраво свете!" (без знакова навода), у верзијама Пајтон језика које претходе верзији 3.0, може да се употреби следећи код:
```
print
 
'Здраво свете!'

```

У верзији језика 3.0 синтакса је нешто измењена. Горњи пример би изгледао овако:
```
print
(
'Здраво свете!'
)

```

Исти текст, али овога пута заједно са наводницима, могао би да буде приказан извршавањем следећег кода:
```
'Здраво свете!'

```

```
puts
 
"Zdravo svete!"

```

```
$ include "seed7_05.s7i";

const proc: main is func
  begin
    writeln("Zdravo svete!");
  end func;

```

```
Transcript
 
show:
 
'Zdravo svete!'

```

```
Здраво, Свете

\bye
 
% marks the end of the file; not shown in the final output

```

```
 
Sub
 
Main


   
Print
 
"Zdravo svete!"

 
End
 
Sub

```

### Ћ++
```
испиши ("Здраво свете!");
```

## Спецификације

### 
Следећи програм отвара кутијицу за поруке (енгл. message box).
```
#include <windows.h>
   
int WINAPI WinMain(
		HINSTANCE hInst,
		HINSTANCE hPrevInstance,
		LPSTR lpCmdLine,
		int nCmdShow
	)
{
	MessageBox(HWND_DESKTOP, "Zdravo svete!", "Zdravo-svete program", MB_OK);
	return 0;
}

```

Следећи програм прави мали прозор у коме се исписује текст „Zdravo svete!“.
```
#include <windows.h>

// Deklaracija procadure
LRESULT CALLBACK WndProc(HWND, UINT, WPARAM, LPARAM);

const char *szClassName = "GlavniProzor";
HINSTANCE hInstance;

// Glavna funkcija programa
int WINAPI WinMain(
		HINSTANCE hInst,
		HINSTANCE hPrevInstance,
		LPSTR lpCmdLine,
		int nCmdShow
	)
{
	HWND hwnd;
	MSG msg;
	WNDCLASSEX wincl;
      
	hInstance = hInst;
      
      	// --- Definisanje klase prozora ------------------
	
	wincl.cbSize = sizeof(WNDCLASSEX);
	wincl.cbClsExtra = 0;
	wincl.cbWndExtra = 0;
	wincl.style = 0;
	wincl.hInstance = hInstance;
	wincl.lpszClassName = szClassName;
	wincl.lpszMenuName = NULL;
	wincl.lpfnWndProc = WndProc; // dodeljivanje procedure klasi prozora
	wincl.hbrBackground = (HBRUSH)(COLOR_WINDOW + 1);
	wincl.hIcon = LoadIcon(NULL, IDI_APPLICATION);
	wincl.hIconSm = LoadIcon(NULL, IDI_APPLICATION);
	wincl.hCursor = LoadCursor(NULL, IDC_ARROW);

	// --- Registracija klase prozora -----------------

	if(!RegisterClassEx(&wincl)) return 0;
	
	// --- Stvaranje prozora --------------------------
      
	hwnd = CreateWindowEx(
		0,szClassName,"Zdravo svete",
		WS_OVERLAPPEDWINDOW,
		CW_USEDEFAULT, CW_USEDEFAULT,
		200, 80,
		NULL, NULL, hInstance, NULL
	);

	// --- Prikazivanje prozora -----------------------
	ShowWindow(hwnd, nCmdShow);
      
	// --- Glavna petlja programa ---------------------
	
	while (GetMessage(&msg, NULL, 0, 0))
	{
		TranslateMessage(&msg);
		DispatchMessage(&msg);
	}

	return msg.wParam;
}

// Procedura
LRESULT CALLBACK WndProc(
		HWND hwnd,
		UINT message,
		WPARAM wParam,
		LPARAM lParam
	)
{
	PAINTSTRUCT ps;
	HDC hdc;
	
	switch(message)
	{
		case WM_PAINT:
			// ispisivanje poruke
			hdc = BeginPaint(hwnd, &ps);
			TextOut(hdc, 50, 18, "Zdravo svete!", 13);
			EndPaint(hwnd, &ps);
			break;
		
		case WM_DESTROY:
           		PostQuitMessage(0);
           		break;
           		
     		default:
			return DefWindowProc(hwnd, message, wParam, lParam);
	}
	
	return 0;
}

```